# Heckmünze
Die Heckmünze (je nach Wert auch als Heckpfennig, Heckgroschen, Hecktaler usw. bezeichnet) entstammt dem volkstümlichen Aberglauben. Der Begriff leitet sich ab vom althochdeutschen hecken (‚vermehren‘, ‚fortpflanzen‘). Es soll sich dabei um wundersame Geldstücke handeln, die sich im Geldbeutel vermehren oder die stets zu ihrem ersten Besitzer zurückkehren oder dafür sorgen, dass dessen Geldbeutel nie leer wird.
Im übertragenen Sinne wird der Ausdruck für einen kleinen, aber sich später auszahlenden Investitionsbetrag gebraucht.
Nach der Mythologie kann man eine derartige Münze in der Neujahrsnacht oder in einer der zwölf Rauhnächte, vorzugsweise in der Nacht auf Adam und Eva (27. auf 28. Dezember), vom Teufel an einem Kreuzweg bekommen.
In Johann Karl August Musäus’ 1782 veröffentlichtem Märchenschwank Rolands Knappen hat einer der Helden einen alten Kupferpfennig, unter dem nach jedem Umwenden eine Goldmünze liegt.

## Alternative Bedeutung
In der Numismatik versteht man unter einer Heckmünze eine Falschmünze, die in einer sogenannten Heckenmünze geschlagen wurde.